# Freie Förderung
Die Freie Förderung ist eine Sozialleistung. Durch die Freie Förderung haben die Agenturen für Arbeit die Möglichkeit, maximal 10 % der auf sie entfallenden Eingliederungsmittel für Leistungen zur Eingliederung in Arbeit einzusetzen, um die Möglichkeiten der gesetzlich geregelten Eingliederungsleistungen zu erweitern. Die Leistungen müssen den Zielen und Grundsätzen des SGB II entsprechen. Es handelt sich um eine Ermessensleistung. Anträge müssen beim jeweils zuständigen Jobcenter gestellt werden.
Hintergrund ist die Tatsache, dass der Großteil der Maßnahmen vom Gesetzgeber genau geregelt ist. Förderdauer, -höhe und weitere Merkmale sind detailliert vorgegeben. Die Freie Förderung soll den Agenturen für Arbeit einerseits die Möglichkeit geben, Maßnahmen der lokalen Situation anzupassen. Zum anderen sollen sie neue Wege erproben können, die dann bei Erfolg auf ganz Deutschland ausgedehnt werden können (Best Practice).

## Rechtsgrundlage
Rechtsgrundlage für die Freie Förderung ist § 16f SGB II.

## Förderfähige
Da das Gesetz keine konkreten Regelungen vorsieht, können Berechtigte nach dem SGB II (Bezieher von Arbeitslosengeld II), aber auch z. B. Arbeitgeber oder Bildungsträger gefördert werden.

## Fördermöglichkeiten
Man kann drei Arten von Förderungen unterscheiden:
- „Erfindung“ einer neuen Leistung, die gesetzlich noch nicht geregelt ist
- Aufstockung oder Umgehung gesetzlich geregelter Leistungen
- Projektförderung

Die Aufstockung oder Umgehung einer gesetzlich geregelten Leistung ist nur zulässig bei Maßnahmen für Langzeitarbeitslose (§ 18 SGB III), bei denen in angemessener Zeit von in der Regel sechs Monaten nicht mit Aussicht auf Erfolg auf einzelne Gesetzesgrundlagen des SGB II oder SGB III zurückgegriffen werden kann. In diesen Fällen kann von den Fördervoraussetzungen und der Förderhöhe abgewichen werden.
Es findet das Vergaberecht, im Fall der Projektförderung das Zuwendungsrecht Anwendung.

## Beispiel für die Umgehung einer Leistung
Leistungen aus dem Vermittlungsbudget (z. B. Fahrkosten zum Vorstellungsgespräch) können nur für die Anbahnung oder Aufnahme einer Beschäftigung innerhalb der EU, der EWR oder der Schweiz gewährt werden. Handelt es sich um einen Langzeitarbeitslosen, der in angemessener Zeit von in der Regel sechs Monaten nicht mit Aussicht auf Erfolg mit den regulären Instrumenten gefördert werden kann, dann ist die Übernahme der Kosten auch in das „außereuropäische Ausland“, soweit zielführend, über die Freie Förderung möglich.